# Авеню-Бі-енд-Сі (Аризона)
Авеню-Бі-енд-Сі (англ. Avenue B and C) — переписна місцевість (CDP) в США, в окрузі Юма штату Аризона. Населення — 4101 особа (2020).

## Географія
Авеню-Бі-енд-Сі розташований за координатами 32°43′9″ пн. ш. 114°39′36″ зх. д. / 32.71917° пн. ш. 114.66000° зх. д. (32.719042, -114.660049).  За даними Бюро перепису населення США в 2010 році переписна місцевість мала площу 1,92 км², з яких 1,90 км² — суходіл та 0,02 км² — водойми.

## Демографія
Згідно з переписом 2010 року, у переписній місцевості мешкало 4176 осіб у 1451 домогосподарстві у складі 980 родин. Густота населення становила 2174 особи/км².  Було 1968 помешкань (1024/км²).
Расовий склад населення:
| - 63,9 % — білих - 2,5 % — корінних американців - 0,9 % — чорних або афроамериканців - 0,3 % — вихідців з тихоокеанських островів - 0,3 % — азіатів - 28,9 % — осіб інших рас |

До двох чи більше рас належало 3,2 %. Частка іспаномовних становила 74,7 % від усіх жителів.
За віковим діапазоном населення розподілялося таким чином: 30,5 % — особи молодші 18 років, 56,1 % — особи у віці 18—64 років, 13,4 % — особи у віці 65 років та старші. Медіана віку мешканця становила 33,2 року. На 100 осіб жіночої статі у переписній місцевості припадало 100,3 чоловіків;  на 100 жінок у віці від 18 років та старших — 101,2 чоловіків також старших 18 років.
Середній дохід на одне домашнє господарство  становив 35 036 доларів США (медіана — 26 495), а середній дохід на одну сім'ю — 37 768 доларів (медіана — 29 000). Медіана доходів становила 26 630 доларів для чоловіків та 16 445 доларів для жінок. За межею бідності перебувало 43,7 % осіб, у тому числі 60,6 % дітей у віці до 18 років та 27,9 % осіб у віці 65 років та старших.
Цивільне працевлаштоване населення становило 1186 осіб. Основні галузі зайнятості: сільське господарство, лісництво, риболовля — 31,0 %, мистецтво, розваги та відпочинок — 16,9 %, освіта, охорона здоров'я та соціальна допомога — 14,8 %.